# Manea Mănescu
Manea Mănescu (9. srpna 1916, Brăila – 27. února 2009, Bukurešť) byl rumunský komunistický politik. Pět let, od 27. února 1974 do 29. března 1979, byl předsedou vlády. Zastával řadu dalších funkcí: ministr financí (1955–1957), předseda státní plánovací komise (1972–1974), místopředseda Státní rady, de facto viceprezident (1969–1972). Jeho mocenský vzestup souvisel i s tím, že byl švagrem diktátora Nicolae Ceaușesca.

## Život
V roce 1938 vstoupil do Komunistické strany Rumunska. Vystudoval Akademii ekonomických studií v Bukurešti. Po státním převratu 23. srpna 1944 pracoval ve Svazu komunistické mládeže. V roce 1951 byl jmenován vedoucím katedry ekonomie na Bukurešťské univerzitě a zároveň generálním ředitelem Ústředního ředitelství statistiky. Dva roky pak působil jako ministr financí. Odvolán byl v roce 1957. V roce 1960 byl zvolen do ústředního výboru strany. Jeho mocenská kariéra nabrala nový dech v polovině 60. let, když začala stoupat hvězda jeho švagra a spolupracovníka z komsomolu Ceaușesca. V prosinci 1967 byl jmenován předsedou Rady pro hospodářský a sociální rozvoj. V prosinci 1968 byl povýšen na řádného člena výkonného výboru Komunistické strany Rumunska, v březnu 1974 se stal předsedou vlády. Odstoupil roku 1979, údajně kvůli špatnému zdravotnímu stavu. Zůstal nicméně nablízku Ceaușescovi a jeho ženě Eleně až do rumunské revoluce v roce 1989. Budovu ústředního výboru opustil helikoptérou spolu s nimi 22. prosince. Musel ovšem vystoupit ve Snagovu, aby snížil váhu přeplněného vrtulníku, a vrátil se domů. Krátce poté byl zatčen a převezen na leteckou základnu v Deveselu, kde byl držen ve vazbě až do 31. prosince. Na začátku roku 1990 byl souzen společně s Emilem Bobuem, Ionem Dincou a Tudorem Postelnicuem a odsouzen na doživotí za účast na genocidě. V odvolacím řízení mu byl trest snížen na 10 let. Ve vězení si odseděl dva roky a 12. listopadu 1992 byl kvůli špatnému zdravotnímu stavu propuštěn na svobodu.
Profesor Marylandské univerzity Vladimir Tismăneanu Mănescua charakterizovaly slovy: "Tupý byrokrat, extrémně rigidní marxistický ekonom a bezpodmínečný stoupenec komunistických dogmat. Spolupracoval na udržování nejpustošivějšího kultu osobnosti despoty a jeho manželky. Jeho poklony před Ceauşescem (při nichž fyzicky trpěl, protože kvůli chronickému ischiasu nosil korzet) a jeho projevy nekonečné servility jsou památné. Mezi Ceauşescovými patolízaly Mănescu vynikal naprostým nedostatkem míry při chválení vůdce a při ospravedlňování těch nejkatastrofálnějších ekonomických a sociálních rozhodnutí. Mănescu byl horlivým, nekajícným úředníkem Zla."
Byl též proslulý tím, že využil svých akademických pozic, aby zajistil akademické tituly pro Ceauşesca, který jinak jen stěží dokončil základní vzdělání.